# Асен Групче
Асен Георгиев Групчев, известен като Групче (на македонска литературна норма: Асен Групче), е виден юрист, съдия, публицист и университетски преподавател от Югославия и Република Македония.

## Биография
Групче е роден на 27 октомври 1919 година в София, България. Произхожда от големия охридски род Групчеви (Групче). Баща му Георги Групчев е македоно-одрински опълченец, а чичо му Иван Групчев е виден деец на ВМОРО. Те са синове на Екатерина Шапкарева, сестра на Кузман Шапкарев. Брат му Миле Групче е агроном.
Асен Групчев завършва основно и средно образование в Охрид и Битоля. В 1938 година се записва в Юридическия факултет на Белградския университет, но след разгрома на Югославия през април 1941 година довършва образованието си в 1942 година в Софийския университет.
Групче участва в Комунистическата съпротива във Вардарска Македония и преди края на войната в 1944 година е секретар на Местния комитет на Македонската комунистическа партия и секретар на Народоосвободителния комитет в Охрид. По-късно участва в органите на Областния народоосвободителен комитет в Крушево и в Битоля.
Заема различни управленски и правосъдни длъжности като началник на отделение во Съдебното министерство (Поверенството) на Македония, секретар на Окръжния комитет в Охрид, член на Контролната комисия на Македония, началник на Отделението за законодателство и народна власт при Правителството на Македония. В 1947 – 1948 година е подпредседател на Върховния съд на Македония; от 1952 година председател на Върховния съд на Македония; от 1963 година съдия в Конституционния съд на Югославия, от 1971 г. член а после председател на Конституционния съд на Македония.
В 1949 и 1950 година е на постдипломна специализация в Института за обществени науки в Белград, където главно се посвещава на политико-икономическите изследвания, магистрирайки по икономически науки в началото на 1951 година. След връщането си от специализация Групче е преподавател по политическа икономия в новоформирания Правно-икономически факултет в Скопие. По-късно поема длъжността преподавател по гражданско право, и преподава облигационно право. След завръшване на мандата си в Конституционния съд на Югославия в 1971 година и връщането си в СР Македония, Групче отново се установява в Юридическия факултет като преподавател по гражданско право.
Умира в Скопие на 20 юни 2002 година..